# Орејан (Лонде)
Орејан (фр. Aureilhan) насеље је и општина у југозападној Француској у региону Аквитанија, у департману Ланд која припада префектури Мон де Марсан.
По подацима из 2011. године у општини је живело 976 становника, а густина насељености је износила 84,8 становника/km². Општина се простире на површини од 11,51 km². Налази се на средњој надморској висини од 10 метара (максималној 34 m, а минималној 5 m).

## Демографија
| 1962. | 1968. | 1975. | 1982. | 1990. | 1999. | 2011. |
| ----- | ----- | ----- | ----- | ----- | ----- | ----- |
| 408   | 452   | 482   | 504   | 562   | 640   | 976   |

График промене броја становника у току последњих година